# Bahawalnagar
Bahawalnagar är huvudort för distriktet Bahawalnagar i den pakistanska provinsen Punjab. Folkmängden uppgick till cirka 160 000 invånare vid folkräkningen 2017.